# Контур керування
Ко́нтур керува́ння (англ. control loop) — це основний елемент будь-яких систем керування, зокрема й промислових. Він складається з давача процесу, функції керувача, та кінцевого керувального елемента (ККЕ, англ. final control element, FCE), що керує процесом, необхідним для автоматичного коригування значення вимірюваного параметра процесу (ПП, англ. process variable, PV), щоби воно дорівнювало бажаному заданому значенню (ЗЗ, англ. desired set-point, SP).
Існує два поширені класи контурів керування: відкритий (англ. open) та замкнений (англ. closed). У системі керування з відкритим контуром дія керувача не залежить від параметра процесу. Прикладом цього може бути опалювальний котел, який керується лише таймером. Керівною дією є вмикання чи вимикання котла. Параметр процесу — температура будівлі. Цей керувач приводить систему опалення в дію протягом сталого часу незалежно від температури в будівлі.
У системі керування із замкненим контуром дія керувача залежить від бажаного та справжнього значень параметра процесу. У випадку з аналогією з котлом було би використано термостат для відстежування температури в будівлі, що повертав би сигнал для забезпечення того, щоби вихід керувача підтримував температуру в будівлі близькою до заданої на термостаті. Керувач замкненого контуру має контур зворотного зв'язку, який забезпечує докладання керувачем керівної дії для утримування параметра процесу на заданому значенні. З цієї причини керувачі замкненого контуру також називають керувачами зі зворотним зв'язком.

## Відкритий та замкнений контури
По суті, існує два типи контурів керування: відкритий (прямий зв'язок) та замкнений (зворотний зв'язок).

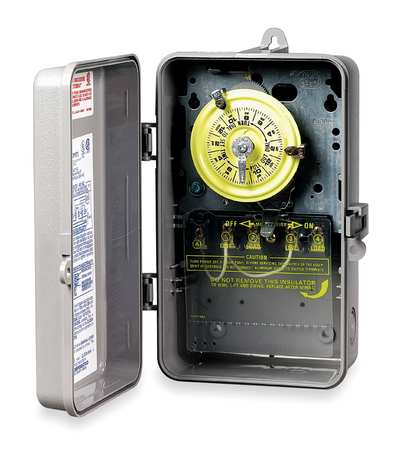
Електромеханічний таймер, який зазвичай використовують для відкритого контуру керування, що ґрунтується виключно на часовій послідовності, без зворотного зв'язку з процесом

У керуванні з відкритим контуром дія керувача не залежить від «виходу процесу» (або «керованого параметра процесу»). Добрий прикладом цього — котел центрального опалення, керований лише таймером, так що тепло подається протягом сталого часу, незалежно від температури в будівлі. Дією керування є вмикання/вимикання котла, але керованим параметром повинна бути температура в будівлі, хоча насправді це не так, бо це керування котлом з відкритим контуром, яке не забезпечує замкненого контуру керування температурою.
У керуванні замкненого контуру дія керувача залежить від виходу процесу. У випадку з аналогією котла воно включало би термостат для відстежування температури в будівлі, та відповідно зворотного зв'язку, щоби забезпечити підтримування керувачем температури в будівлі на рівні, заданому на термостаті. Таким чином, керувач замкненого контуру має контур зворотного зв'язку, який забезпечує докладання керувачем керівної дії, щоби вихід процесу відповідав «еталонному входу» (англ. "reference input") або «заданому значенню» (англ. "set point"). З цієї причини керувачі замкненого контуру також називають керувачами зі зворотним зв'язком.
За визначенням Британського інституту стандартів, система керування замкненого контуру — це «система керування, яка обробляє відстежувальний зворотний зв'язок; сигнал відхилення, утворюваний в результаті цього зворотного зв'язку, використовується для керування дією кінцевого керувального елемента таким чином, щоби зменшувати це відхилення до нуля».
Також: «Система керування зі зворотним зв'язком — це система, яка намагається підтримувати передбачене відношення однієї системної змінної до іншої, порівнюючи функції цих змінних та використовуючи цю різницю як засіб керування».

### Інші приклади

Структурна схема негативного зворотного зв'язку системи керування з використанням контуру зворотного зв'язку для керування параметром процесу шляхом його порівняння з бажаним значенням та застосування цієї різниці як сигналу похибки для породжування виходу керування для зменшення чи усунення цієї похибки

Один із прикладів системи керування — автомобільний круїз-контроль, що є пристроєм, призначеним підтримувати швидкість автомобіля на постійному «бажаному» чи «еталонному» рівні, заданому водієм. «Керувачем» є круїз-контроль, «об'єктом» є автомобіль, а «системою» є автомобіль і круїз-контроль. Вихід системи — це швидкість автомобіля, а саме керування — це положення дроселя двигуна, яке визначає, скільки потужності видає двигун.
Примітивний спосіб втілення круїз-контролю — просто заблокувати положення дроселя, коли водій активує круїз-контроль. Проте, якщо круїз-контроль активовано на не пласкій ділянці дороги, автомобіль рухатиметься повільніше на підйомах, і швидше на спусках. Такий тип керувача називається керувачем відкритого контуру, оскільки немає зворотного зв'язку; вимірювання виходу системи (швидкості автомобіля) не використовується для зміни керування (положення дроселя). В результаті, керувач не може компенсувати зміни, що діють на автомобіль, наприклад, зміну ухилу дороги.
У системі керування замкненого контуру дані від давача, який відстежує швидкість автомобіля (вихід системи), надходять до керувача, який постійно порівнює величину, що подає швидкість, з еталонною величиною, що подає бажану швидкість. Різниця, звана похибкою (англ. error), визначає положення дроселя (керування). Результатом є відповідність швидкості автомобіля еталонній швидкості (підтримання бажаного виходу системи). Тепер, коли автомобіль їде догори, різниця між входом (сприйманою швидкістю) та еталонним значенням неперервно визначає положення дроселя. Коли сприймана швидкість падає нижче еталонної, ця різниця збільшується, дросель відкривається, і потужність двигуна збільшується, прискорюючи автомобіль. Таким чином, керувач динамічно протидіє змінам швидкості автомобіля. Основна ідея цих систем керування — контур зворотного зв'язку, де керувач впливає на вихід системи, який своєю чергою вимірюється, й подається назад керувачеві.

## Застосування

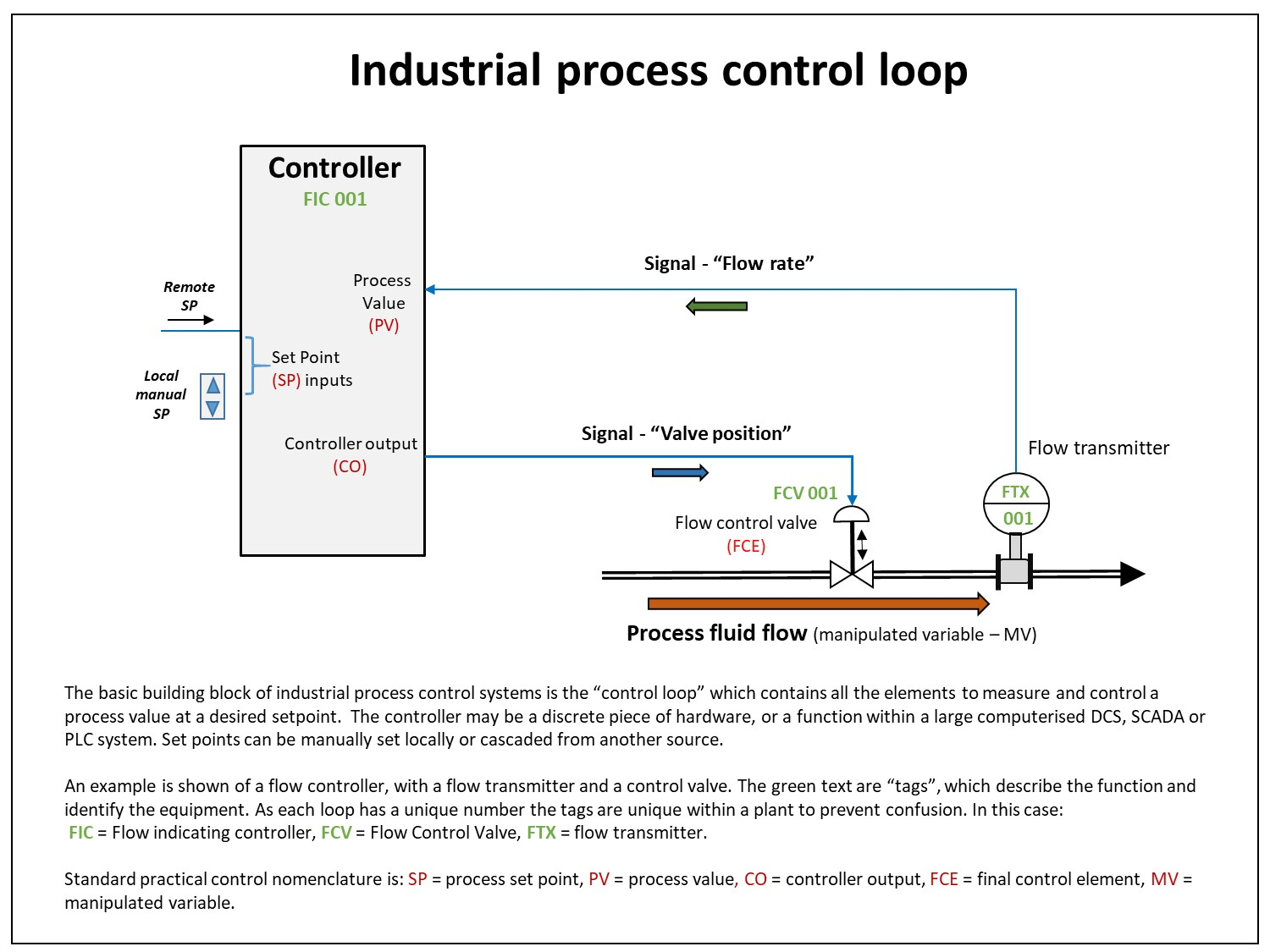
Приклад одного промислового контуру керування; показано неперервно модульований контроль плину процесу.

Наведена схема показує контур керування з одним вхідним ПП (параметром процесу, PV), функцією керування та виходом керування (ВК, CO), який модулює дію кінцевого керувального елемента (ККЕ, FCE) для зміни значення керованої змінної (КЗ, MV). У цьому прикладі показано контур керування потоком, але це може бути рівень, температура, або будь-який з багатьох інших параметрів процесу, які потребують регулювання. Показана функція керування є «проміжним типом», таким як ПІД-регулятор, що означає, що він може породжувати повний діапазон сигналів виходу від 0 до 100 %, а не просто сигнал увімкнення/вимкнення.
У цьому прикладі значення ПП завжди збігається з КЗ, оскільки вони розташовані в трубопроводі послідовно. Проте, якби подача з клапана йшла до резервуара, і функцією керувача було керування рівнем за допомогою клапана наповнення, то ПП було би рівнем у резервуарі, а КЗ — потоком до резервуара.
Функція керувача може бути окремим керувачем або блоком функцій у комп'ютеризованій системі керування, такій як розподілена система керування або програмований логічний контролер. У всіх випадках схема контуру керування є дуже зручним і корисним способом подання функції керування та її взаємодії з обладнанням. На практиці на рівні керування процесами контури керування зазвичай позначують стандартними символами на схемі трубопроводів і приладів, яка показує всі елементи вимірювання та керування процесом на основі технологічної схеми процесу.
На докладному рівні створюють схему підключення контуру керування, щоби показати електричні та пневматичні з'єднання. Це значно сприяє діагностуванню та ремонту, оскільки всі з'єднання для однієї функції керування знаходяться на одній схемі.

## Позначення контурів та обладнання керування
Для унікальної ідентифікації обладнання кожен контур та його елементи ідентифікують за допомогою системи «позначок» (англ. "tagging"), і кожен елемент має унікальну ідентифікацію позначкою (англ. tag).
На основі стандартів ANSI/ISA S5.1 та ISO 14617-6, ці ідентифікатори складаються з до 5 літер.
Перша літера ідентифікатора вказує на вимірюване значення, друга є модифікатором, третя позначує пасивну/зчитувальну функцію, четверта — активну/виходову функцію, а п'ята є модифікатором цієї функції. Після цього йде номер контуру, унікальний для нього.
Наприклад, FIC045 означає, що це керувач з індикацією потоку в контурі керування 045. Це також відомо як «позначковий» ідентифікатор польового пристрою, який зазвичай дається місцезнаходженню й функції цього пристою. В тому ж контурі може бути FT045 — це передавач потоку в тому ж контурі.
| Літера | Стовпець 1 Вимірюване значення                                  | Стовпець 2 Модифікатор      | Стовпець 3 Функція зчитування/пасивна | Стовпець 4 Функція виходу/активна                               | Стовпець 5 Модифікатор функції |
| A      | Аналіз                                                          |                             | Сигналізація                          |                                                                 |                                |
| B      | Пальник, згорання                                               |                             | На вибір користувача                  | На вибір користувача                                            | На вибір користувача           |
| C      | На вибір користувача — зазвичай провідність                     |                             |                                       | Керування                                                       | Закриття                       |
| D      | На вибір користувача — зазвичай густина                         | Різниця                     |                                       |                                                                 | Відхилення                     |
| E      | Напруга                                                         |                             | Давач                                 |                                                                 |                                |
| F      | Потік                                                           | Співвідношення              |                                       |                                                                 |                                |
| G      | На вибір користувача (зазвичай калібрування/вимірювання)        | Газ                         | Скло/покажчик/перегляд                |                                                                 |                                |
| H      | Ручне                                                           |                             |                                       |                                                                 | Високе                         |
| I      | Струм                                                           |                             | Індикація                             |                                                                 |                                |
| J      | Потужність                                                      | Сканування                  |                                       |                                                                 |                                |
| K      | Час, розклад                                                    | Швидкість зміни часу        |                                       | Контрольна станція                                              |                                |
| L      | Рівень                                                          |                             | Світло                                |                                                                 | Низьке                         |
| M      | На вибір користувача                                            |                             |                                       |                                                                 | Середнє / проміжне             |
| N      | На вибір користувача (зазвичай крутний момент)                  |                             | На вибір користувача                  | На вибір користувача                                            | На вибір користувача           |
| O      | На вибір користувача                                            |                             | Діафрагма                             |                                                                 | Відкриття                      |
| P      | Тиск                                                            |                             | Точка/перевірне з'єднання             |                                                                 |                                |
| Q      | Кількість                                                       | Підсумовування/інтегрування | Підсумовування/інтегрування           |                                                                 |                                |
| R      | Випромінювання                                                  |                             | Запис                                 |                                                                 | Запуск                         |
| S      | Швидкість, частота                                              |                             |                                       | Перемикач                                                       | Зупинка                        |
| T      | Температура                                                     |                             |                                       | Передача                                                        |                                |
| U      | Багатозмінні                                                    |                             | Багатофункціональна                   | Багатофункціональна                                             |                                |
| V      | Вібрація, механічний аналіз                                     |                             |                                       | Клапан або затулка                                              |                                |
| W      | Вага, сила                                                      |                             | Каротаж або зонд                      |                                                                 |                                |
| X      | На вибір користувача — зазвичай клапан вмикання/вимикання як XV | Вісь X                      | Допоміжні пристрої, некласифіковане   | Некласифіковане                                                 | Некласифіковане                |
| Y      | Подія, стан, наявність                                          | Вісь Y                      |                                       | Допоміжні пристрої                                              |                                |
| Z      | Положення, розмір                                               | Вісь Z або Безпека          |                                       | Привід, мотор або некласифікований кінцевий керувальний елемент |                                |

Для позначення обладнання в промислових системах застосовують стандарт IEC 61346 («Промислові системи, установки та обладнання та промислові вироби — Принципи структурування та позначення»).